# Lista skrótów i skrótowców używanych w medycynie
Poniższa lista zawiera pogrupowane alfabetycznie skrótowce i skróty używane w medycynie i naukach pokrewnych.
A B C Ć D E F G H I J K L Ł M N O P Q R S Ś T U V W X Y Z Ź Ż

## 0–9
- 123I – 123I (izotop promieniotwórczy jodu)
- 3TC – lamiwudyna
- 5-ASA – kwas 5-aminosalicylowy (mesalazyna)
- 5-HT – 5-hydroksytryptamina (serotonina)
- 5-HTP – 5-hydroksytryptofan
- 99mTc – 99Tc (izotop promieniotwórczy technetu)

## A
- a. (z łac. arteria) – tętnica
- aa. (z łac. arteriae) – tętnice
- A – adrenalina
- AA (z ang. Anonymous Alcoholics) – Anonimowi Alkoholicy
- AA (z łac. acidum arachidonicum) – kwas arachidonowy
- ABMT (z ang. autologous bone marrow transplantation) – autogeniczne przeszczepienie szpiku kostnego
- ABPM (z ang. ambulatory blood pressure monitoring) – ambulatoryjne całodobowe monitorowanie ciśnienia krwi (tzw. holter ciśnieniowy)
- ABVD – schemat leczenia cytostatycznego przy użyciu adriamycyny, bleomycyny, winblastyny i dakarbazyny
- ACE (z ang. Angiotensin-converting enzyme) – enzym konwertujący angiotensynę (konwertaza angiotensyny)
- ACEI (z ang. angiotensin-converting enzyme inhibitors) – inhibitory enzymu konwertującego angiotensynę (inhibitory konwertazy angiotensyny)
- ACh – acetylocholina
- ACL – (z ang. anterior cruciate ligament) – więzadło krzyżowe przednie
- ACP (z ang. acid phosphatase) – fosfataza kwaśna
- ACTH (z ang. adrenocorticoid hormone) – hormon adrenokortykotropowy (kortykotropina)
- ADH (z ang. antidiuretic hormone) – hormon antydiuretyczny
- ACLS (z ang. advanced cardiovascular life support) – zaawansowane czynności ratujące życie
- ADP – adenozyno-5'-difosforan (adenozynodwufosforan, adenozynodifosforan)
- AED (z ang. automated external defibrillation) – automatyczna zewnętrzna defibrylacja
- AF (z ang. atrial fibrillation) – migotanie przedsionków
- AFP (z ang. alpha fetal protein) – alfa-fetoproteina
- AGN (z ang. acute glomerulal nephritis) – ostre kłębuszkowe zapalenie nerek
- AHA (z ang. American Heart Association) – Amerykańskie Towarzystwo Kardiologiczne
- AHI (z ang. apnea-hypopnea index) – wskaźnik bezdechów i spłyceń oddechu
- AHF (z ang. antihemophilic factor) – czynnik przeciwhemofilowy (czynnik VIII)
- AHG (z ang. antihemophilic globulin) – globulina przeciwhemofilowa
- AI (z ang. artificial insemination) – sztuczne zapłodnienie
- AICD (z ang. automatic implanted cardiac defibrillator) – automatyczny wszczepialny defibrylator serca
- AIDS (z ang. acquired immune deficiency syndrome) – zespół nabytego niedoboru immunologicznego
- AlAT – aminotransferaza alaninowa
- ALG (z ang. antilymphocytic globuline) – globulina antylimfocytarna
- ALL (z ang. acute lymphocytic leukemia) – ostra białaczka limfatyczna
- ALKP (z ang. alkaline phosphatase) – fosfataza alkaliczna (fosfataza zasadowa)
- ALP (z ang. alkaline phosphatase) – fosfataza alkaliczna (fosfataza zasadowa)
- ALS (z ang. amyotrophic lateral sclerosis) – stwardnienie zanikowe boczne
- ALS (z ang. advanced life support) – zaawansowane zabiegi resuscytacyjne
- ALT (z ang. alanine transferase) – transferaza alaninowa
- AM – Akademia Medyczna
- AMA
  - AMA (z ang. American Medical Association) – Amerykańskie Towarzystwo Medyczne
  - AMA (z ang. anti-mitochondrial antibodies) – przeciwciała przeciwmitochondrialne
- AML (z ang. acute myelocytic leukemia) – ostra białaczka szpikowa
- AMP – adenozyno-5'-monofosforan (adenozynomonofosforan)
- ANA (z ang. anti-nuclear antibodies) – przeciwciała przeciwjądrowe
- ANCA (z ang. anti-neutrophil cytoplasmic antibodies) – przeciwciała przeciw cytoplazmie neutrofili
- ANF (z ang. antinatriuretic factor) – czynnik antynatriuretyczny
- ANN – alergiczny nieżyt nosa (katar sienny)
- ANP (z ang. atrial natriuretic peptide) – przedsionkowy peptyd natriuretyczny
- AP
  - AP (z łac. angina pectoris) – dławica piersiowa (objaw [postać] choroby niedokrwiennej serca)
  - AP (z ang. alkaline phosphatase) – fosfataza alkaliczna (fosfataza zasadowa)
  - AP (z łac. anterior – posterior) – projekcja przednio-tylna
- APGAR (od nazwiska Virginii Apgar) – skala
- APSAC (z ang. anisoylated plasminogen streptokinase activator complex) – anizoilowany kompleks aktywatora plazminogenu
- APTT (z ang. activated partial thromboplastin time) – aktywowany czas częściowy tromboplastyny
- ARA (z ang. American Rheumatism Association) – Amerykańskie Towarzystwo Reumatologiczne (obecnie Amerykańskie Kolegium Reumatologiczne)
- ARA-A – arabinozyd adeniny
- ARA-C – arabinozyd cytozyny
- ARB (z ang. angiotensin receptor blockers) – blokery receptora angiotensyny
- ARBs (z ang. angiotensin receptor blockers) – blokery receptora angiotensyny
- ARC (z ang. AIDS-related complex) – zespół związany z AIDS
- ARDS (z ang. adult respiratory distress syndrome) – zespół niewydolności oddechowej dorosłych (zespół płuca wstrząsowego)
- ARO – aktywność reninowa osocza
- art. (z łac. articulatio) – staw
- AS (z ang. aortic stenosis) – zwężenie zastawki aortalnej
- ASA (z ang. acetylsalicylic acid) – kwas acetylosalicylowy
- ASD (z ang. atrial septal defect) – ubytek w przegrodzie międzyprzedsionkowej
- ASM – „akcja serca miarowa”
- ASO – miano przeciwciał antystreptolizyny O
- AspAT – aminotransferaza asparaginianowa
- AST – aminotransferaza asparaginianowa
- AT1 – receptor angiotensyny 1
- AT2 – receptor angiotensyny 2
- ATC – klasyfikacja anatomiczno-terapeutyczno-chemiczna leków
- ATG (z ang. antithymic globuline) – globulina antytymocytarna
- AT-III – antytrombina III
- ATP – adenozyno-5'-trifosforan (adenozynotrójfosforan, adenozynotrifosforan)
- aVL – oznaczenie elektrody przy badaniu ekg
- AVNRT – (z ang. atrio-ventricular nodal reentry tachycardia) nawrotny częstoskurcz przedsionkowo-komorowy węzłowy
- AVPU – skala oceny przytomności na podstawie oceny reakcji na bodźce, stosowana w ratownictwie medycznym
- aVR – oznaczenie elektrody przy badaniu ekg
- AVR (z ang. aortic valve replacement) – implantacja zastawki w ujście aortalne
- AZS – atopowe zapalenie skóry
- AZPP – alergiczne zapalenie pęcherzyków płucnych
- AZT (z łac. azidothymidinum) – azydotymidyna

## B
- BAC – biopsja aspiracyjna cienkoigłowa
- Ba – krwinki zasadochłonne – bazofile
- BAL – (ang.) płukanie oskrzelowo-pęcherzykowe (Brocho-alveolar Lavage)
- BAL – (ang.) preparat chelatujący (British Anti-Lewisite)
- BAO – (ang.) podstawowe wydzielanie kwasu solnego (Basic Acid Output)
- BCG – (ang.) szczepionka przeciwgruźlicza (Bacillus Calmette Guerain)
- BCNU – karmustyna
- BE – (ang.) nadmiar zasad (Base Excess)
- BIPSS – (ang.) cewnikowanie zatok skalistych dolnych (bilateral inferior petrosal sinus sampling)
- BK – badanie w kierunku prątków gruźlicy (Bacterium Koch)
- BLS – (ang.) zapewnienie podstawowych czynności życiowych (Basic Life Support)
- BMC – (ang.) zawartość mineralna kości (Bone Mass Content)
- BMD – (ang.) gęstość mineralna kości (Bone Mass Density)
- BMI – (ang.) indeks masy ciała (Body Mass Index)
- BMR – (ang.) podstawowa przemiana materii (basal metabolic rate)
- BMT – (ang.) przeszczep szpiku kostnego (bone marrow transplantation)
- BNP – (ang.) Brain Natiuretic Peptide - mózgowy peptyd natriuretyczny
- BP – (ang.) ciśnienie tętnicze (Blood Pressure)
- BPH – (ang.) łagodny rozrost prostaty (benign prostatic hyperplasia)
- BPM – (ang.) uderzeń na minutę (Beats Per Minute)
- BSE – (ang.) zwyrodnienie gąbczaste mózgu, choroba wściekłych krów (bovine spongiform encephalopathy)
- BSP – (ang.) bromosulfoftaleina (bromsulphtalein)
- BT (ang. Blooding Time) - czas krwawienia
- BTA – bezpośredni test antyglobulinowy
- BUN – (ang.) azot pozabiałkowy (blood urea nitrogen)
- BVM – (ang.) worek samorozprężalny z zastawką i maska twarzowa (bag valve mask)
- bz – bez zmian

## C
- CABG – (ang.) by-pass (Coronary Arterial Bypass Graft)
- cAMP – cykliczny adenozynomonofosforan
- ca. – rak (carcinoma)
- Ca – wapń (Calcium)
- CAD – (ang.) choroba niedokrwienna serca, choroba wieńcowa (Coronary Artery Disease)
- CAH – (ang.) przewlekłe aktywne zapalenie wątroby (Chronic Active Hepatitis)
- CAH – (ang.) zespół nadnerczowo-płciowy (Congenital Adrenal Hyperplasia)
- CAT – (ang.) tomografia komputerowa (computed axial tomography)
- CAPD – (ang.) ciągła ambulatoryjna dializa otrzewnowa (Continuous Ambulatory Peritoneal Dialysis)
- cc – cięcie cesarskie
- CCD – dysplazja obojczykowo-czaszkowa (ang. cleidocranial dysplasia)
- CCNU – lomustyna
- CCS – (ang.) klasyfikacja choroby wieńcowej według Kanadyjskiego Towarzystwa Kardiologicznego (Canadian Cardiology Society)
- CD4 (ang.) – cząsteczka różnicująca 4 (patrz: limfocyt T)
- CD8 (ang.) – cząsteczka różnicująca 8 (patrz: limfocyt T)

- CDC – (ang.) Centra Kontroli i Prewencji Chorób (Center for Disease Control)
- CEA – (ang.) antygen rakowo-płodowy (Carcinoembryonic Antigen)
- CF – (ang.) mukowiscydoza (Cystic Fibrosis)
- cGMP – cykliczny guanozylomonofosforan
- ChE – cholinesteraza
- CHE – cholinesteraza
- CHF – (ang.) zastoinowa niewydolność krążenia (Congestive heart failure)
- ChL-C – Choroba Leśniowskiego-Crohna
- ChNS - choroba niedokrwienna serca
- CI
  - CI - (ang.) wskaźnik sercowy (Cardiac Index)
  - CI – (ang.) przedział ufności (Confidence Interval)
- CJD – (ang.) choroba Creutzfeldta-Jakoba (Creutzfeldt-Jakob disease)
- CK – kinaza kreatynowa
- CK-MB – izoenzym MB kinazy kreatyny
- ckpw – co kilka pól widzenia
- CLL – (ang.) przewlekła białaczka limfatyczna (Chronic Lymphocytic Leukemia)
- CM – kapreomycyna
- CML – (ang.) przewlekła białaczka szpikowa (Chronic Myelocytic Leukemia)
- CMML – (ang.) przewlekła białaczka mielomonocytowa (Chronic Myelomonocytic Leukemia)
- CMV – (ang.) wirus cytomegalii (Cytomegalovirus)
- COPD – (ang.) (Chronic Obstructive Pulmonary Disease) przewlekła obturacyjna choroba płuc, przewlekła zaporowa choroba płuc, przewlekła choroba oskrzelowo-płucna / COLD – (ang.) (Chronic Obstructive Lung Disease) / COAD - (ang.) Chronic Obstructive Airway Disease
- CO – (ang.) pojemność minutowa (Cardiac Output)
- CO – tlenek węgla
- COX-1 – (ang.) cyklooksygenaza 1 (Cyclooxigenase)
- COX-2 – (ang.) cyklooksygenaza 2 (Cyclooxigenase)
- CPAP – (ang.) ciągłe dodatnie ciśnienie w drogach oddechowych (Continuous Positive Airway Pressure)
- CPK – (ang.) fosfokinaza kreatyniny (creatine phosphokinase)
- CPR – (ang.) resuscytacja krążeniowo-oddechowa (Cardio-pulmonary resuscitation)
- CPR – Centrum Powiadamiania Ratunkowego
- CREST – (ang.) zespół CREST (Calcinosis Raynaud Esophagus Sclerosis Teleangiectasiae)
- CRH – (ang.) hormon uwalniający kortykotropinę (Corticotropin Releasing Hormone)
- CRF – (ang.) czynnik uwalniający kortykotropinę (Corticotropin Releasing Factor)
- CRP – (ang.) białko C reaktywne (C Reactive Protein)
- CR – (ang.) pełna remisja (Complete Remission)
- CsA – cyklosporyna A
- CS – cykloseryna
- CSF – (ang.) płyn mózgowo-rdzeniowy (Cerebral Spinal Fluid)
- CSK – centralny szpital kliniczny
- CSN – centralny system nerwowy
- Ct – kalcytonina
- CT – (ang.) tomografia komputerowa (computed tomography)
- CU – (łac. Collitis Ulcerosa) wrzodziejące zapalenie jelita grubego
- CUN – centralny układ nerwowy
- CVA – (ang.) udar mózgu (Cerebrovascular Accident)
- CVID – (ang.) pospolity niedobór odporności (Common Variable ImmunoDeficiency)
- COVID-19

## D
- d4T – stawudyna
- DA – dopamina
- dB – decybel
- DBP – (ang.) rozkurczowe ciśnienie krwi (Diastolic Blood Pressure)
- DCM – (ang.) kardiomiopatia rozstrzeniowa (Dilated Cardiomyopathy)
- ddC – zalcytabina
- DDD – (ang.) standardowe dawki dzienne (Daily Defined Doses)
- ddI – dydanozyna
- DHEA-S – (łac.) siarczan dehydroepiandrosteronu (Dehydroepiandrosteronum sulphatum)
- DHE – (łac.) dihydroergotamina (Dihydroergotaminum)
- DHS – (ang.)dynamiczna śruba biodrowa (Dynamic Hip Screw)
- DIC – (ang.) zespół rozsianego wykrzepiania wewnątrznaczyniowego (Disseminated Intravascular Coagulation)
- DiPerTe – szczepionka błoniczo-tężcowo-krztuścowa (Diphteria Pertussis Tetanus)
- DiTe – szczepionka błoniczo-tężcowa (Diphteria Tetanus)
- DKA – (ang.) cukrzycowa kwasica ketonowa (diabetic ketoacidosis)
- DLV – delawirydyna
- DLTX – (ang.) przeszczep obu płuc (Double Lung Transplantation)
- DM – (łac.) cukrzyca (diabetes mellitus)
- DM 1 – cukrzyca typu 1
- DM 2 – cukrzyca typu 2
- DNA – (ang.) kwas dezoksyrybonukleinowy (Desoxyribonucleic Acid)
- DNAR – (ang.) decyzja o nie podejmowaniu resuscytacji (Do Not Attempt Resuscitation)
- DOC – 2,5-dimetoksy-4-chloroamfetamina

- DOC (ang.) – deoksykortykosteron

- DTP – szczepionka błoniczo-tężcowo-krztuścowa (Diphteria Tetanus Pertussis)
- DT – szczepionka błoniczo-tężcowa (Diphteria Tetanus)
- DVT – (ang.) zapalenie żył głębokich (Deep Vein Thrombosis)
- DEXA – (ang.) absorpcjometria podwójnej energii promieniowania rentgenowskiego (Dual Energy X-ray Absorptiometry)
- DZM – dobowa zbiórka moczu

## E
- E – erytrocyty
- E1 – estron
- E2 – estradiol
- E3 – estriol
- E4 – estetrol
- E5 – dietylstilbestrol
- EACA – kwas epsilon-aminokapronowy (acidum ε-aminocapronicum)
- EBM – (ang.) praktyka medyczna oparta na wiarygodnych publikacjach naukowych (Evidence Based Medicine)
- ECF – (z ang. extracellular fluid) płyn zewnątrzkomórkowy
- ECG – (ang.) elektrokardiogram (Electrocardiogram)
- ECMO – (z ang. extracorporeal membrane oxygenation) ciągłe pozaustrojowe natlenianie krwi
- ECPW – endoskopowa cholangiopankreatografia wsteczna
- EEG – elektroencefalogram
- EF – (ang.) frakcja wyrzutowa (Ejection Fraction)
- EGF – (ang.) czynnik wzrostu naskórka (Epidermal Growth Factor)
- EKG – elektrokardiogram
- EKUZ – Europejska Karta Ubezpieczenia Zdrowotnego
- ELBW – ekstremalnie niska urodzeniowa masa ciała (< 1000 g) (Extremely Low Birth Weight)
- ELISA – (ang.) badanie ELISA (Enzyme-Linked Immunosorbent Assay)
- EMC – (ang.) zapalenie mózgu i mięśnia sercowego (Encephalomyocarditis)
- EMF – (ang.) zwłóknienie endomiokardialne (Endomyocardial Fibrosis)
- EMB – etambutol
- EMG – elektromiografia
- Eo – krwinki kwasochłonne (eozynofile)
- EPH – (ang.) gestoza (Edema Proteinuria Hypertension)
- EPO – erytropoetyna
- ERCP – (ang.) endoskopowa cholangiopankreatografia wsteczna (Endoscopic Retrograde Cholangiopancreatography)
- ESEM – (ang.) endoskopowe podejrzenie metaplazji przełyku (endoscopically suspected esophageal metaplasia)
- ESR – (ang.) odczyn Biernackiego (Erythocyte Sedimentation Rate)
- ESWL – (ang.) pozaustrojowe rozbijanie złogów za pomocą fal (Extracorporal Shockwave Lithotripsy)
- ET – (ang.) grubość endometrium (endometrial thickness)
- ET – (ang.) endotelina (Endothelin)
- EtCO2 – (ang. end tidal carbon dioxide) końcowo-wydechowe ciśnienie parcjalne dwutlenku węgla (kapnometria)
- EUS – (ang.) ultrasonografia endoskopowa (Endoscopic Ultrasonography)
- EVF – efawirenz

## F
- FA – fosfataza alkaliczna, ALP
- FDA – (ang.) amerykańska Agencja Żywności i Leków (Food and Drug Administration)
- FDP – (ang.) produkty rozpadu fibrynogenu (Fibrinogen Degradation Products)
- FEV1 – (ang.) objętość nasilonego wydechu 1-sekundowego (Forced Expiratory Volume 1-second)
- Fe – żelazo (Ferrum)
- FFA – (ang.) wolne kwasy tłuszczowe (free fatty acids)
- FFP – (ang.) świeżo mrożone osocze (fresh frozen plasma)
- FG – poziom glukozy we krwi na czczo (zob. nieprawidłowa glikemia na czczo)
- FHR – (ang.) częstość serca płodu (Fetal Heart Rate)
- FHT – (ang.) tony serca płodu (Fetal Heart Tones)
- FIVET – (wł.) zapłodnienie pozaustrojowe – in vitro i przeniesienie zarodka (Fecondazione in Vitro e trasferimento embrionale)[1]
- FK – fosfataza kwaśna, ACP
- FPG – (ang.) stężenie glukozy na czczo (Fasting Plasma Glucose)
- FSH – hormon folikulotropowy
- fT3 – wolna trójjodotyronina
- fT4 – wolna tyroksyna
- FTA-ABS – (ang.) odczyn immunofluorescencji krętków modyfikacja absorpcyjna (Fluorescent Treponemal Antibody Absorption)
- FTA – (ang.) odczyn immunofluorescencji krętków (Fluorescent Treponemal Antibody)
- FVC – natężona pojemność życiowa

## G
- G6PD – (ang.) dehydrogenaza glukozo-6-fosforanu (Glucose-6-phosphate-dehydrogenase)
- G-6-PD – (ang.) dehydrogenaza glukozo-6-fosforanu (Glucose-6-phosphate-dehydrogenase)
- G+ – bakterie gramdodatnie
- G- – bakterie gramujemne
- GABA – (ang.) kwas gamma-aminomasłowy (gamma-aminobutyric acid)
- GCS – (ang.) skala śpiączki Glasgow (Glasgow Coma Scale)
- GDH – (ang.) dehydrogenaza glutaminianowa (Glutamate dehydrogenase)
- GERD – (ang.) choroba refluksowa przełyku (Gastro-esophageal Reflux Disease)
- GFR – (ang.) wskaźnik filtracji kłębuszkowej (glomerular filtration rate)
- GGTP – gamma-glutamylotranspeptydaza
- GH – (ang.) hormon wzrostu (Growth Hormone)
- GHRF – (ang.) czynnik uwalniający hormon wzrostu (Growth Hormone-Releasing Factor)
- GIK – mieszanka polaryzująca glukoza-insulina-potas
- GITS – (ang.) terapeutyczny system dla przewodu pokarmowego (Gastrointestinal therapeutic system)
- GIFT – (ang.) dojajowodowe przeniesienie gamet (Gamete intrafallopian transfer)
- GlDH – (ang.) dehydrogenaza glutaminianowa (Glutamate dehydrogenase)
- GOPP – górny odcinek przewodu pokarmowego
- GORD – (ang.) choroba refluksowa przełyku (Gastro-oesophageal Reflux Disease)
- GOT – (ang.) aminotransferaza asparaginianowa (glutamic-oxalacetic transaminase)
- GPT – (ang.) aminotransferaza alaninowa (glutamic-pyruvic transaminase)
- GTF – czynnik tolerancji glukozy (ang. Glucose tolerance factor)
- GvH – (ang.) choroba przeszczep przeciw gospodarzowi (Graft-versus-Host)
- GvHD – (ang.) choroba przeszczep przeciw gospodarzowi (Graft-versus-Host Disease)
- gzt – guzkowe zapalenie tętnic

## H
- H1 – receptor histaminowy 1
- H2 – receptor histaminowy 2
- HA – nadciśnienie tętnicze (Hypertonia arterialis)
- HAART – (ang.) intensywna terapia antyretrowirusowa (highly active antiretroviral therapy)
- HAE – (ang. Hereditary Angioedema), wrodzony obrzęk naczynioruchowy
- HAV – (ang.) wirus zapalenia wątroby typu A (Hepatitis A Virus)
- HbA1c – hemoglobina glikolizowana
- HbCO – karboksyhemoglobina
- HB – (ang.) hemoglobina (Hemoglobin)
- HBsAg – antygen powierzchniowy wirusa zapalenia wątroby typu B
- HBs – antygen powierzchniowy wirusa zapalenia wątroby typu B
- HBV – (ang.) wirus zapalenia wątroby typu B (Hepatitis B Virus)
- hCG – (ang.) ludzka gonadotropina kosmówkowa (Human Chorion Gonadotropine)
- HCT – hematokryt
- HCV – (ang.) wirus zapalenia wątroby typu C (Hepatitis C Virus)
- HDCz – heparyna drobnocząsteczkowa
- HDL – (ang.) lipoproteina o wysokiej gęstości (high-density lipoprotein)
- HDL-C – (ang.) frakcja cholesterolu złożona z lipoprotein o wysokiej gęstości (high-density lipoprotein cholesterol)
- HGB – (ang.) hemoglobina (hemoglobin)
- Hib – Haemophilus influenzae B
- HIV – (ang.) ludzki wirus niedoboru odporności (human immunodeficiency virus)
- HKT – hematokryt
- HL – (ang.) lipaza wątrobowa (Hepatic Lipase)
- HLA – (ang.) antygeny zgodności tkankowej (human leucocyte antigens)
- HMG-CoA – reduktaza hydroksymetyloglutarylokoenzymu A
- HOCM – (ang.) kardiomiopatia przerostowa z zawężeniem drogi odpływu (hypertrophic obstructive cardiomyopathy)
- Hp+ – Helicobacter pylori dodatni
- Hp – Helicobacter pylori
- Hp- – Helicobacter pylori ujemny
- HR – (ang.) częstość akcji serca (heart rate)
- HRT – (ang.) hormonalna terapia zastępcza (hormone replacement therapy)
- HRT II – scaningowa tomografia laserowa
- HSV – (ang.) wirus opryszczki (Herpes Simplex Virus)
- HTLV – (ang.) wirus ludzki białaczki limfocytów T (Human T Lymphocyte Leukemia Virus)
- HTX – (ang.) przeszczepienie serca (heart transplantation)
- HTZ – hormonalna terapia zastępcza

## I
- IABP – (ang.) kontrapulsacja wewnątrzaortalna (Intra-aortic Balloon Pumping)
- IBD (ang. inflammatory bowel disease) – nieswoista choroba zapalna jelit
- IBS (ang. irritable bowel syndrome) – zespół jelita drażliwego
- ICAM-1 (ang. Intercellular Adhesion Molecule 1) – śródkomórkowa molekuła adhezyjna 1
- ICD-9 – (ang.) międzynarodowa klasyfikacja chorób dziewiąta rewizja (International Classification of Diseases
- ICD-10 – (ang.) międzynarodowa klasyfikacja chorób dziesiąta rewizja (International Classification of Diseases, obecnie obowiązująca)
- ICSI – (ang.) wprowadzenie plemnika do oocytu podczas ICSI (ang. Intracytoplasmic sperm injection)
- ICD – (ang.) wszczepialny kardiowerter-defibrylator (Implanted Cardioverter Defibrillator)
- ICF – (z ang. intracellular fluid) pływ wewnątrzkomórkowy
- ICU – (ang.) oddział intensywnej opieki medycznej (Intensive Care Unit)
- IDDM – (ang.) cukrzyca typu 1 (zależna od insuliny, obecnie raczej nie używany) (Insulin Dependent Diabetes Mellitus)
- IDL – (ang.) lipoproteiny o pośredniej gęstości (Intermediate Density Lipoprotein)
- IFG – (ang.) nieprawidłowe stężenie glukozy na czczo (Impaired Fasting Glucose)
- IgA – immunoglobulina A
- IgD – immunoglobulina D
- IgE – immunoglobulina E
- IgG – immunoglobulina G
- IgM – immunoglobulina M
- IFG (ang.) nieprawidłowa glikemia na czczo (impaired fasting glucose)
- ILBW – niewiarygodnie niska urodzeniowa masa ciała (<750g) (Incredible Low Birth Weight)
- i.m. – (łac.) domięśniowo (intramusculare)
- INF – interferon
- INR – (ang.) normalizowany wskaźnik aktywności protrombiny (International Normalized Ratio)
- IPPV – (ang.) wentylacja z przerywanym dodatnim ciśnieniem (Intermittent postive pressure ventilation)
- iPS (z ang. induced pluripotent stem [cells]) – niezróżnicowane, pluripotencjalne komórki macierzyste wyhodowane z komórek zróżnicowanych
- IQ – (ang.) iloraz inteligencji (Intelligence Quotient)
- ISA – (ang.) wewnętrzna aktywność sympatykomimetyczna (Intrinsic Sympathomimetic Activity)
- ISDN – dwuazotan izosorbidu (Isosorbide dinitrate)
- ISH – (ang.) izolowane ciśnienie tętnicze skurczowe (Isolated Systolic Hypertension)
- ITLS – (ang. International Trauma Life Support) zaawansowane zabiegi ratujące życie w obrażeniach ciała w opiece przedszpitalnej
- ITP – (ang.) samoistna plamica małopłytkowa (Idiopathic Thrombocytopenic Purpura)
- IUCD – (ang.) antykoncepcyjna wkładka domaciczna (intrauterine contraceptive device)
- IUD – (ang.) antykoncepcyjna wkładka domaciczna (intrauterine device)
- IU – (ang.) jednostki międzynarodowe (International Units)
- i.v. – (łac.) dożylnie (intra vene/intravenosus)
- IVF – (ang.) zapłodnienie in vitro (In vitro fertalization)
- IUI – (ang.) domaciczna inseminacja (Intra-uterine Insemination)
- IVP – (ang.) urografia dożylna (Intravenous pyelogram)
- IWB – inwalida wojenny
- IW – inwalida wojskowy
- IZW – Infekcyjne zapalenie wsierdzia

## J
- JAMA – (ang.) Tygodnik Amerykańskiego Towarzystwa Medycznego (Journal of the American Medical Association)
- j.m. – jednostki międzynarodowe

## K
- KCh – Kasa Chorych
- KKCz – Koncentrat krwinek czerwonych
- KKP – Koncentrat krwinek płytkowych
- KIG – mieszanka polaryzująca potas-insulina-glukoza
- K – potas (Kalium)
- KT – tomografia komputerowa
- KTG – kardiotokografia
- KZN – Kłębuszkowe zapalenie nerek

## L
- LAA – (ang.) długo działające analogi insuliny (Long-acting Analogues)
- LAD – (ang.) tętnica przednia zstępująca (Left Anterior Descendens)
- LADA – (ang.) utajona cukrzyca autoimmunologiczna dorosłych (latent autoimmune diabetes in adults)
- LAS – (ang.) zespół uogólnionej limfadenopatii (Lymphadenopathy Syndrome)
- LAI - (ang.) Leki przeciwpsychotyczne w postaci długodziałających iniekcji (Long-Acting Injectable)
- LBBB – (ang.) blok lewej gałęzi pęczka Hisa (Left Bundle Branch Block)
- LBW – niska urodzeniowa masa ciała (<2500g) (Low Birth Weight)
- LCM – (ang.) limfocytarne zapalenie opon mózgowych (Lymphocytic Meninigitis)
- LCP – (ang.) płytka niskiego kontaktu (Low Contact Plate)
- LDH – (ang.) dehydrogenaza mleczanowa (Lactic Dedydrogenase)
- LDL – (ang.) lipoproteina o niskiej gęstości (Low Density Lipoprotein)
- LDL-C – (ang.) frakcja cholesterolu złożona z lipoprotein o niskiej gęstości (Low Density Lipoprotein Cholesterol)
- L-DOPA – lewoskrętna postać dwuhydroksyfenyloalaniny (DihydrOxyPhenylAlanine)
- LES – (ang.) dolny zwieracz przełyku
- LES – toczeń układowy (Lupus erythematodes systemicus)
- LE – (łac.) toczeń układowy (Lupus erythematodes)
- leu – leukocyt, leukocyty (Leukocytes)
- LGL – zespół Lowna-Ganonga-Levine’a
- LGM – (łac.) limfogranulomatoza (Lymphogranulomatosis maligna)
- LH – hormon luteinizujący
- L – leukocyt, leukocyty (Leukocytes)
- LM – (ang.) pień lewej tętnicy wieńcowej (Left Main)
- LMWH – (z ang. low-molecular-weight heparin) heparyna drobnocząsteczkowa
- Lp(A) – lipoproteina A (Lipoprotein A)
- LPL – lipaza lipoproteinowa
- LVEDP – (ang.) ciśnienie lewokomorowe pod koniec rozkurczu (Left ventricular end diastolic pressure)
- LVEF – (ang.) frakcja wyrzutowa lewej komory (Left Ventricular Ejection Fraction)
- LVF – (ang.) niewydolność lewokomorowa (Left Ventricular Failure)
- LVH – (ang.) przerost mięśnia lewej komory serca (Left Ventricular Hypertrophy)
- LV – (ang.) lewa komora serca (Left ventricle)
- LVOT – (ang.) droga odpływu lewej komory (Left Ventricular Outflow Track)
- Ly – limfocyty (Lymphocytes)
- LZM – środki znieczulające miejscowo

## Ł
- ŁZS – łuszczycowe zapalenie stawów

## M
- MAO – (ang.) monoaminooksyaza (Mono-Amine Oxydase)
- MAP – (ang.) średnie ciśnienie tętnicze (Mean Arterial Pressure)
- MAS – napady MAS (Morgani-Adams-Stokes)
- MAS – zespół aspiracji smółki (Meconium Aspiration Syndrome)
- MCHC – (ang.) średnie stężenie hemoglobiny w erytrocycie (Mean Corpuscular Hemoglobin Concentration)
- MCH – (ang.) średni ciężar hemoglobiny w erytrocycie (Mean Corpuscular Hemoglobin)
- mCi – milikiur (dawka promieniowania)
- MCI – Mass Casualty Incident – wypadek masowy
- MCV – (ang.) średnia objętość erytrocytu (Mean Corpuscular Volume)
- MD – lekarz medycyny (medicinae doctor)
- MDS – (ang.) zespół mielodysplastyczny (Myelodysplastic Syndrome)
- ME – koncentrat krwinek czerwonych, tzw. masa erytrocytarna
- mEq – miliekwiwalent
- meta – metastasis – przerzut
- MetHb – methemoglobina
- MET – równoważnik metaboliczny
- METs – równoważniki metaboliczne
- MF – morfina
- Mg – magnez (Magnesium)
- mg – miligram
- mg% – miligram procent
- MIC (mikrobiologia) – (ang.) minimalne stężenie hamujące (minimal Inhibitory Concentration)
- MIC (z łac. morbus ischaemicus cordis) – choroba niedokrwienna serca
- MLA – ostra białaczka szpikowa (Myelosis Leucemica Acuta)
- MM – szpiczak mnogi (Myeloma multiplex)
- MODY – (ang.) cukrzyca osób dorosłych w młodości (Maturity Onset Diabetes in Youth)
- Mo – (ang.) monocyty (Monocytes)
- MP – masa płytkowa
- MPD – mózgowe porażenie dziecięce
- MPV – (ang.) średnia objętość trombocyta (Mean Platelet Volume)
- MRI – (ang.) badanie za pomocą rezonansu magnetycznego (Magnetic Resonance Imaging)
- MR – (ang.) o kontrolowanym uwalnianiu (Modified Release)
- mRNA – (ang.) matrycowy(informacyjny) kwas rybonukleinowy (messenger Ribonucleic Acid)
- MRSA – (ang.) gronkowiec złocisty oporny na metycylinę (Methicillin Resistant Staphylococcus Aureus)
- MSH – (ang.) hormon melanotropowy (Melanocyte Stimulating Hormone)
- MSSA – (ang.) gronkowiec złocisty wrażliwy na metycylinę (Methicillin Sensitive Staphylococcus Aureus)
- MS – (ang.) stwardnienie rozsiane (multiple sclerosis)
- MTX – (ang.) metotreksat (Methotrexate)
- MVPS – (ang.) zespół wypadania płatka zastawki mitralnej (Mitral Valve Prolapse Syndrome)
- MVP – (ang.) zespół wypadania płatka zastawki mitralnej (Mitral Valve Prolapse)
- MZ – Ministerstwo Zdrowia (dawniej MZiOS – Ministerstwo Zdrowia i Opieki Społecznej)

## N
- Na – sód (Natrium)
- NA – noradrenalina
- nb – nieobecny
- NEJM – (ang.) Tygodnik Lekarski Nowej Anglii (New England Journal of Medicine)
- Ne – krwinki obojętnochłonne (Neutrophiles)
- NEC – (ang.) martwicze zapalenie jelit (necrotizing enterocolitis)
- Neo – nowotwór (Neoplasma)
- NHL – (ang.) chłoniak złośliwy nieziarniczy (Non Hodgkin Lymphoma)
- NIDDM – (ang.) cukrzyca typu 2 niezależna od insuliny (Non-Insulin Dependent Diabetes Mellitus)
- NIL – Naczelna Izba Lekarska
- NK – (ang.) limfocyty NK (Natural Killers)
- NLPZ – niesteroidowy lek przeciwzapalny
- NMR – (ang.) rezonans magnetyczny (Nuclear Magnetic Resonance)
- NOS – (ang.) syntetaza tlenku azotu (Nitric Oxide Synthetase)
- NO – tlenek azotu
- Npl – nowotwór (Neoplasma)
- n.s. – (ang.) nieznamienny statystycznie (not significant)
- NSAID – (ang.) niesteroidowy lek przeciwzapalny (Non-Steroidal Anti-Inflammatory Drug)
- NSE – (ang.) neuroswoista enolaza (Neurospecific enolase)
- NT – nadciśnienie tętnicze
- NTG – nitrogliceryna (Nitroglycerin)
- NYHA – (ang.) Nowojorskie Stowarzyszenie Kardiologiczne (New York Heart Association)
- NZK – nagłe zatrzymanie krążenia

## O
- OB – odczyn Biernackiego (wskaźnik opadania erytrocytów)
- OBPS – obturacyjny bezdech podczas snu
- ocż – ośrodkowe ciśnienie żylne
- OGTT – (ang.) doustny test obciążenia glukozą (oral glucose tolerance test)
- OIOM – oddział intensywnej opieki medycznej
- OIT – oddział intensywnej terapii
- ONN – ostra niewydolność nerek
- OOZN – ostre odmiedniczowe zapalenie nerek
- OSAS – (ang.) obturacyjny bezdech podczas snu (Obstructive Sleep Apnea Syndrome)
- OTC – ang. over the counter – leki bez recepty
- OUN – ośrodkowy układ nerwowy
- OWD – odczyn wiązania dopełniacza
- OZT – ostre zapalenie trzustki
- OZW – ostry zespół wieńcowy

## P
- PAF – (ang.) czynnik aktywujący płytki (Platelet Activating Factor)
- PAI-1 – (ang.) inhibitor aktywatora plazminogenu 1 (Plasminogen activator inhibitor 1)
- PAN – ang. guzkowe zapalenie tętnic (Polyarteritis nodosa)
- PAO – (ang.) szczytowe wydzielanie kwasu solnego (Peak Acid Output)
- PAP – badanie rozmazu według Papanicolaou (PAPanicolaou)
- PA – projekcja tylno-przednia (posterior-anterior)
- PAT – (ang.) napadowy częstoskurcz nadkomorowy (Paroxysmal atrial tachycardia)
- PCC– (ang.) koncentrat czynników zespołu protrombiny
- PChN – przewlekła choroba nerek
- PCI – (ang.) przezskórne interwencje wieńcowe (percutaneous coronary interventions)
- PCR – (ang.) łańcuchowa reakcja polimerazowa (Polymerase Chain Reaction)
- PCWP – (z ang. pulmonary capillary wedge pressure) ciśnienie zaklinowania
- PD – płyn dziąsłowy
- PDA – (ang.) przetrwały przewód tętniczy Botalla (Persistent Ductus Arteriosus)
- PDE – (ang.) fosfodiesteraza (Phosphodiesterase)
- PEEP – (ang.) dodatnie ciśnienie końcowowydechowe (Positive Endexpiratory Pressure)
- PEFR – (ang.) maksymalna szybkość wydechowa (Peak Expiratory Flow Rate)
- PEF – (ang.) szczytowy przepływ wydechowy (Peak Expiratory Flow)
- PEG – (ang.) przezskórna gastrostomia endoskopowa (percutaneous endoscopic gastrostomy)
- PET – (ang.) pozytonowa tomografia emisyjna (positron emission tomography)
- P – fosfor, fosforany (Phosphorus)
- PGE2 – prostaglandyna E2
- PGI2 – prostacyklina I2
- pH – odczyn
- PH – (ang.) nadciśnienie płucne (pulmonary hypertension)
- PHS – periarthritis humeroscapularis (zespół bolesnego barku ZBB)
- P-H – pęczek Palladino-Hisa
- PiCCO – (z ang. pulscontour continuous cardiac output) termodylucja przezpłucna
- PID – (ang.) zapalenie miednicy małej (pelvic inflammatory disease)
- PJM – przepuklina jądra miażdżystego
- PKA – (ang.) kinaza białkowa A (Protein Kinase A)
- PKU – ((łac.) fenyloketonuria (phenylketonuria)
- PLT – (ang.) płytki krwi (platlets)
- PMR – (ang.) przezskórna rewaskularyzacja mięśnia sercowego (percutaneous myocardial revascularisation)
- p.o. – (łac.) doustnie (per os)
- POChP – przewlekła obturacyjna choroba płuc
- POX – (ang.) peroksydaza (Peroxidase)
- POZ – podstawowa opieka zdrowotna
- PQ – odcinek PQ w z zapisie ekg
- p.r. – (łac.) doodbytniczo (per rectum)
- PRA – (ang.) aktywność reninowa osocza (Plasma Renin Activity)
- PRIND – (ang.) przedłużony odwracalny udar mózgu (Prolonged Reversible Ischemic Neurologic Deficit)
- PSA – (ang.) swoisty antygen sterczowy (Prostatic Specific Antigen)
- PSP – (ang.) fenolosulfoftaleina (Phenylsulphtalein)
- PSSA – Gronkowiec złocisty wrażliwy na penicylinę
- PTA – pośredni test antyglobulinowy
- PTA – (ang.) przeskórna wewnątrznaczyniowa plastyka naczyń (percutaneous transluminal angioplasty)
- PTCA – (ang.) przeskórna wewnątrznaczyniowa plastyka naczyń wieńcowych (percutaneous transluminal coronary angioplasty)
- PT – (ang.) czas protrombinowy (prothrombin time)
- PTH – parathormon
- PTT – (ang.) częściowy czas tromboplastyny (partial thromboplastin time)
- PUVA – metoda fototerapii z zastosowaniem psoralenu (psoralen UV A)
- p.v. – (łac.) dopochwowo (per vaginam)
- PVR – (ang.) płucny opór naczyniowy (pulmonary vascular resistance)
- PWP – (ang.) ciśnienie zaklinowania w tętnicy płucnej (pulmonary wedge pressure)
- PZH – Państwowy Zakład Higieny
- PZO – przewlekłe zapalenie oskrzeli
- PZT – przewlekłe zapalenie trzustki
- PŻW – przewód żółciowy wspólny

## Q
- QRS – zespół QRS w zapisie ekg
- QT – odstęp QT w zapisie ekg
- Q – załamek Q w zapisie ekg

## R
- RA – (ang.) oporna na leczenie niedokrwistość (Refractory Anaemia)
- RAA – układ renina-angiotensyna-aldosteron
- RAASi – (z ang. renin-angiotensin-aldosterone system inhibitors) inhibitory układu renina-angiotensyna-aldosteron
- RBBB – (ang.) blok prawej gałęzi pęczka Hisa (Right Bundle Branch Block)
- RKCh – Regionalna Kasa Chorych
- RBC – (ang.) erytrocyty (Red Blood Cells)
- RCA – (ang.) prawa tętnica wieńcowa (Right Coronary Artery)
- RCU – ruchomość, czucie, ukrwienie
- REM – (ang.) faza snu szybkich ruchów gałek ocznych (Rapid Eye Movement)
- RF – (ang.) czynnik reumatoidalny (Rheumatic factor)
- Rh – (łac.) antygen Rh (Rhesus factor)
- RIA – (ang.) badanie radioimmunologiczne (Radioimmune Assay)
- RIBA – (ang.) badanie radioimmunoblot (Radioimmoblotting Assay)
- RIND – (ang.) odwracalny udar mózgu (Reversible Ischemic Neurologic Deficit)
- RKZ – równowaga kwasowo zasadowa, gazometria
- RNA – (ang.) kwas rybonukleinowy (Ribonucleic Acid)
- RNV – (ang.) wentrykulografia radioizotopowa (Radionuclear Ventriculography)
- ROSC – (z ang. return of spontaneous circulation) powrót spontanicznego krążenia
- RPGN – (ang.) gwałtownie postępujące kłębuszkowe zapalenie nerek (Rapidly Progressive Glomerular Nephritis)
- RPLND – (ang.) limfadenektomia zaotrzewnowa (Retroperitoneal Lymph Node Dissection)
- RR – ciśnienie tętnicze
- RSV – (ang.) syncytialny wirus oddechowy (Respiratory Syncitial Virus)
- RV – (ang.) pojemność zalegająca (Residual Volume)
- RV – (ang.) prawa komora serca (Right Ventricle)
- RUM – Rejestr Usług Medycznych
- RZM – rytm zatokowy miarowy
- rzs – reumatoidalne zapalenie stawów

## S
- SBP – (ang.) skurczowe ciśnienie krwi (Systolic Blood Pressure)
- SCC – (ang.) antygen raka nabłonkowatego złuszczającego (Squamous Cell Carciona)
- SCLC – (ang.) drobnokomórkowy rak płuca (Small Cell Lung Cancer)
- SCID – (ang.) ciężki złożony niedobór odporności (Severe Combined ImmunoDeficiency)
- s.c. – podskórnie (sub cutis)
- SD – (ang.) odchylenie standardowe (Standard Deviation)
- SHBG – (ang.) globulina wiążąca hormony płciowe (Sex Hormone Binding Globuline)
- SIADH – (ang.) zespół nieadekwatnego wydzielania ADH (Syndrome of Inadequate ADH)
- SIDS – (ang.) zespół nagłych zgonów niemowląt (Sudden Infant Death Syndrome)
- SK – streptokinaza
- SLE – (ang.) toczeń układowy (Systemic Lupus Erythematosis)
- SLTX – (ang.) przeszczep jednego płuca (Single Lung Transplantation)
- SM – streptomycyna
- SM – stwardnienie rozsiane (sclerosis multiplex)
- SPA - substancje psychoaktywne
- SPET – (ang.) tomografia emisyjna pojedynczego fotonu (Single Photon Emission Tomography)
- SOR – Szpitalny Oddział Ratunkowy
- SR – (ang.) preparat powolnego uwalniania (Slow Release)
- SSE – Stacja Sanitarno-Epidemiologiczna
- SSSS – (ang.) zapalenie pęcherzowe i złuszczające noworodków (Staphylococcal Scalded Skin Syndrome)
- SSS – (ang.) zespół chorego węzła zatokowego (Sick Sinus Syndrome)
- STD – (ang.) choroby przekazywane drogą płciową (Sexually Transmitted Diseases)
- STH – (ang.) hormon wzrostu (Somatotropic Hormone)
- ST – odcinek ST w zapisie ekg
- SV - (ang.) objętość wyrzutowa (stroke volume)
- SVT – (ang.) częstoskurcz nadkomorowy (Supraventricular tachycardia)
- SXA – (ang.) densytometr pojedynczej dawki promieniowania X (Single energy X-ray absorptiometer)
- S – załamek S w zapisie ekg

## T
- TAVI - (ang.) przezcewnikowe wszczepienie zastawki aortalnej (Transcatheter Aortic Valve Implantation)
- TBC – (łac.) gruźlica (tuberculosis)
- TBI – (ang.) napromienianie całego ciała (total body irradiation)
- TEE – (ang.) ultrasonokardiogram przezprzełykowy (transesophageal echocardiogram)
- TGA – (ang.) całkowite przełożenie wielkich pni tętniczych (transposition of the great arteries)
- TG – (ang.) trójglicerdydy (Triglycerides)
- TIA – (ang.) przemijające niedokrwienie mózgu (transient ischemic attack)
- TIBC – (ang.) całkowita zdolność wiązania żelaza (total iron binding capacity)
- TK – tomografia komputerowa
- TKG – tokokardiografia
- TLC – (ang.) całkowita pojemność płuc (total lung capacity)
- TNF – (ang.) czynnik martwicy guza, kachektyna (tumor necrosis factor)
- TNM – (łac.) klasyfikacja nowotworów (tumor-nodes-metastases)
- TPA – (ang.) aktywator tkankowego plazminogenu (tissue plasminogen activator)
- TPO – peroksydaza tarczycowa
- TPO – trombopoetyna
- TPR - (ang.) całkowity opór obwodowy (Total Peripheral Resistance)
- TRH – (ang.) hormon uwalniający tyreotropinę (thyreotropic releasing hormone)
- TSH – (ang.) hormon tyreotropowy (thyreotropic stimulatinghormone)
- TS – (ang.) zwężenie zastawki trójdzielnej (tricuspid stenosis)
- TT – (ang.) czas trombinowy (thrombin time)
- TTS – (ang.) plaster przezskórny (transdermal therapeutic system)
- Tu – guz (tumor)
- TUR – (ang.) resekcja przezcewkowa (transurethral resection)
- TXA2 – tromboksan A2
- TXB2 – tromboksan B2

## U
- U – fala U w zapisie ekg
- UA – niestabilna dławica piersiowa
- UC – (ang. Ulcerative Collitis) wrzodziejące zapalenie jelita grubego
- UDP – Ultrasonografia doplerowska przezczaszkowa
- UBT – (ang.) test oddechowy Helicobacter Pylori (Urea Breath Test)
- UKPDS – (ang.) nazwa programu badawczego dot. cukrzycy (United Kingdom Prospective Diabetes Study)
- UKG – ultrasonokardiografia
- UMC – urodzeniowa masa ciała
- USG – ultrasonografia
- USR – (ang.) odczyn USR w kierunku kiły (Unheated Serum Reagin)
- UVAL – (ang.) laser argonowy nadfioletowy (Ultraviolet Argon Laser)

## V
- V1 – oznaczenie elektrody przy badaniu ekg
- V2 – oznaczenie elektrody przy badaniu ekg
- V3 – oznaczenie elektrody przy badaniu ekg
- V4 – oznaczenie elektrody przy badaniu ekg
- V5 – oznaczenie elektrody przy badaniu ekg
- V6 – oznaczenie elektrody przy badaniu ekg
- VAD – (ang.) vincristine adriblastine dexamethasone
- VAMP – (ang.) vincristine adriblastine methylprednisone
- VC – (ang.) pojemność życiowa (Vital Capacity)
- VCAM-1 (ang. Vascular Cell Adhesion Molecule 1) cząsteczka adhezyjna komórek naczyniowych 1
- VCI – vena cava inferior
- VCS – vena cava superior
- VDRL – (ang.) badanie VDRL w kierunku kiły (Veneral Diseases Research Laboratory)
- VEB – (ang.) skurcz dodatkowy komorowy (Ventricular Ectopic Beat)
- VF – (ang.) migotanie komór (Ventricular Fibrillation)
- VIP – (ang.) wazoaktywny peptyd jelitowy (Vasoactive Intestinal Peptide)
- VLBW – bardzo niska urodzeniowa masa ciała (<1500g) (Very Low Birth Weight)
- VLDL – (ang.) lipoproteina o bardzo niskiej gęstości (Very Low Density Lipoprotein)
- VOD – (ang.) veno-occlusive disease – choroba żylno-okluzyjna
- VMA – (ang.) kwas wanilinomigdałowy (Vanillylmandelic Acid)
- VRSA – (ang.) gronkowiec złocisty oporny na wankomycynę (Vancomycine Resistant Staphylococcus Aureus)
- VSD – (ang.) ubytek w przegrodzie międzykomorowej (Ventricular Septal Defect)
- VSM – Żyła odpiszczelowa (łac. vena saphena magna)
- VT – (ang.) częstoskurcz komorowy (Ventricular Tachycardia)

## W
- WBC – (ang.) leukocyty (White Blood Cells)
- WHO – (ang.) Światowa Organizacja Zdrowia (World Health Organization)
- WKT – wolne kwasy tłuszczowe
- WNM – wysiłkowe nietrzymanie moczu (inkontynencja stresowa)
- wpw – w polu widzenia
- WOCBP – (ang.) kobiety zdolne do posiadania dzieci (women of childbearing potential)
- WPW – zespół Wolffa-Parkinsona-White’a (Wolff-Parkinson-White Syndrome)
- wt – (ang.) waga (weight)
- WU - (ang.) jednostka Wooda (Wood Unit)
- WZW – wirusowe zapalenie wątroby
- WZJG – Wrzodziejące zapalenie jelita grubego

## X
- X-Ray – RTG

## Z
- ZBB – zespół bolesnego barku (periarthritis humeroscapularis, PHS)
- ZHK – zasłużony honorowy krwiodawca
- ZIFT – (ang.) Zygote intrafallopian transfer (Zygote intrafallopian transfer)
- ZMS – zapalenie mięśnia sercowego
- ZRM – zespół ratownictwa medycznego
- ZUM – zakażenie układu moczowego
- ZWO – zwieracz wewnętrzny odbytu
- ZZA – Zespół Zależności Alkoholowej
- ZZO – znieczulenie zewnątrzoponowe
- ZZO – zwieracz zewnętrzny odbytu
- ZZSK – zesztywniające zapalenie stawów kręgosłupa
- ZŻG – zakrzepica żył głębokich

## Ż
- ŻChZZ – żylna choroba zakrzepowo-zatorowa
- ŻW – żyła wrotna